# Гур'єв Сергій Омелянович
Сергій Омелянович Гур'єв (нар. 13 квітня 1959, м. Сімферополь, Українська РСР) — український вчений в галузі медицини, ортопед-травматолог. Доктор медичних наук України (1995), професор (2004). Заслужений лікар України. Заступник директора Українського науково-практичного центру екстреної медичної допомоги та медицини катастроф.
Голова експертної комісії з медичної етики Українського науково-практичного Центру екстреної допомоги та медицини катастроф МОЗ України щодо проведення клінічних випробувань виробів медичного призначення. Експерт у галузі надання медичних послуг закладами охорони здоров'я, брав участь у сертифікаційних аудитах.

## Життєпис
Закінчив Кримський медичний інститут (Сімферополь, 1982).
Працював лікарем; у Київському НДІ ортопедії (1990—1992); у Кримському медичному інституті (1992—1993); від 1996 — в Українському науково-практичному центрі екстреної медичної допомоги та медицини катастроф (Київ): вчений секретар (1996—1997), заступник директора з наукової роботи, завідувач відділу наукових проблем медицини невідкладних станів (від 1997).

## Науковий доробок
Наукові дослідження: проблеми лікування політравми, організація надання екстреної медичної допомоги за умов надзвичайної ситуації.
Співавтор методичних рекомендацій з застосування вимог стандартів управління якістю у лікарських закладах.
Окремі праці:
- Переломы диафизов длинных костей в структуре детских травм и потребность в стационарной медицинской помощи // Ортопедия, травматология и протезирование: Респ. межвед. сб. К., 1991. (у співавторстві)
- Применение стабильно-функционального остеосинтеза на основе предложенной концепции в детской травматологии и ортопедии // Ортопедия, травматология и протезирование: Респ. межвед. сб. К., 1992. (у співавторстві)
- Деякі особливості остеопорозу, інтенсивності осифікації хрящових структур та репаративного остеогенезу у дітей // Актуал. проблеми геріатр. ортопедії. К., 1996. (у співавторстві)

## Відзнаки
- Лауреат Державної премії України в галузі науки і техніки (2010) — за роботу «Новітні медичні технології діагностики та лікування постраждалих з множинними, поєднаними та поліструктурними пошкодженнями» (у співавторстві)